# 圣克里斯托夫迪福克
圣克里斯托夫-迪福克（法語：Saint-Christophe-du-Foc，法語發音：[sɛ̃ kʁistɔf dy fɔk]）是法国芒什省的一个市镇，属于瑟堡区。

## 地理
圣克里斯托夫-迪福克（49°33'21"N, 1°44'30"W）面积3.58 平方千米，位于法国诺曼底大区芒什省，该省份为法国西北部沿海省份，西、北、东北三面环大西洋，东起顺时针与卡爾瓦多斯省、奧恩省、马耶讷省和伊勒-维莱讷省接壤。
与圣克里斯托夫-迪福克接壤的市镇（或旧市镇、城区）包括：维朗德维尔、布里克博、库维尔、索特维尔、特尔泰维尔阿格。
圣克里斯托夫-迪福克的时区为UTC+01:00、UTC+02:00（夏令时）。

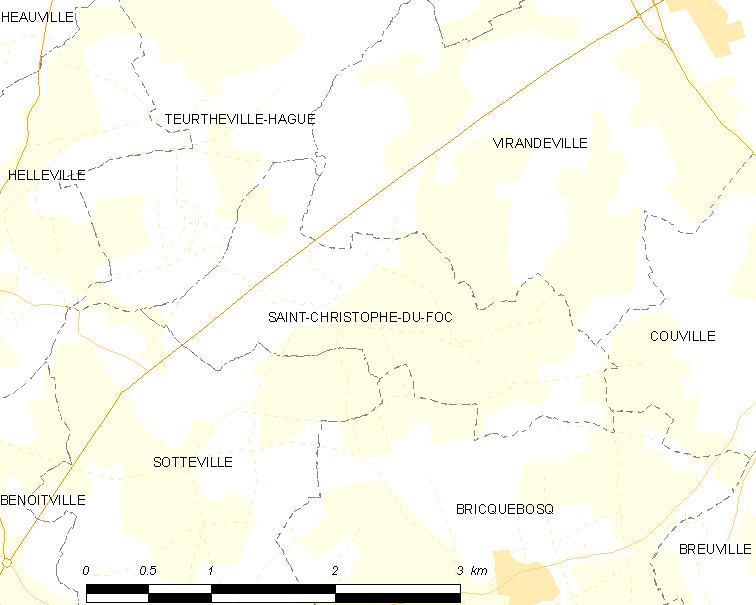
圣克里斯托夫-迪福克的OSM定位图

## 行政
圣克里斯托夫-迪福克的邮政编码为50340，INSEE市镇编码为50454。

## 政治
圣克里斯托夫-迪福克所属的省级选区为莱皮约县。

## 人口

1962-2008年间圣克里斯托夫-迪福克人口变化图示

圣克里斯托夫-迪福克于2022年1月1日时的人口数量为412人。